# Hanna Krzetuska-Geppert
Hanna Krzetuska-Geppert (ur. 26 lipca 1903 w Krakowie, zm. 5 czerwca 1999 w Trzebnicy) – wrocławska malarka. Współpracowała z Eugeniuszem Geppertem przy zakładaniu Akademii Sztuk Pięknych im. Eugeniusza Gepperta we Wrocławiu. Córka dra Karola Krzetuskiego, ofiary zbrodni katyńskiej.

## Życiorys
Była córką Karola i Adeli z Liszniewskich, miała dwójkę rodzeństwa: Marię i Artura (1897–1992). W latach 1920–1924 studiowała malarstwo sztalugowe w krakowskiej Wolnej Szkole Malarstwa i Rysunku im. Ludwiki Mehofferowej w Krakowie pod nadzorem Jerzego Fedkowicza, Zbigniewa Pronaszki i Jana Rubczaka. Ukończyła również Wyższe Kursy dla Kobiet. W 1925 przeniosła się do Paryża na dalsze studia artystyczne. W 1926 została członkinią Związku Artystów Polskich Plastyków, w 1937 – Zrzeszenia Artystów Plastyków „Zwornik”. 
Podczas okupacji w trzyosobowej siatce pod przewodnictwem Kazimierza Ginwiła-Piotrowskiego działała pod pseudonimem „Błysk” zbierając materiały z nasłuchów radiowych dla Biuletynu Informacyjnego. W 1946 przeprowadziła się do Wrocławia, gdzie współpracowała z Eugeniuszem Geppertem, którego następnie poślubiła. Była związana z Akademią Sztuk Pięknych im. Eugeniusza Gepperta we Wrocławiu w latach 1948–1960, początkowo jako starszy asystent, od 1958 – jako prowadząca pracownię malarską wraz ze Zbigniewem Karpińskim (1920–1996). W 1961 wraz z mężem założyła ugrupowanie artystyczne, pierwotnie zwane Szkołą, a od 1967 – Grupą Wrocławską. Oboje mieszkali i pracowali w kamienicy przy ul. Ofiar Oświęcimskich 1/2 (współcześnie: Mieszkanie Gepperta) we Wrocławiu. Hanna Krzetuska-Geppert zainicjowała ogólnopolski Konkurs im. Eugeniusza Gepperta.

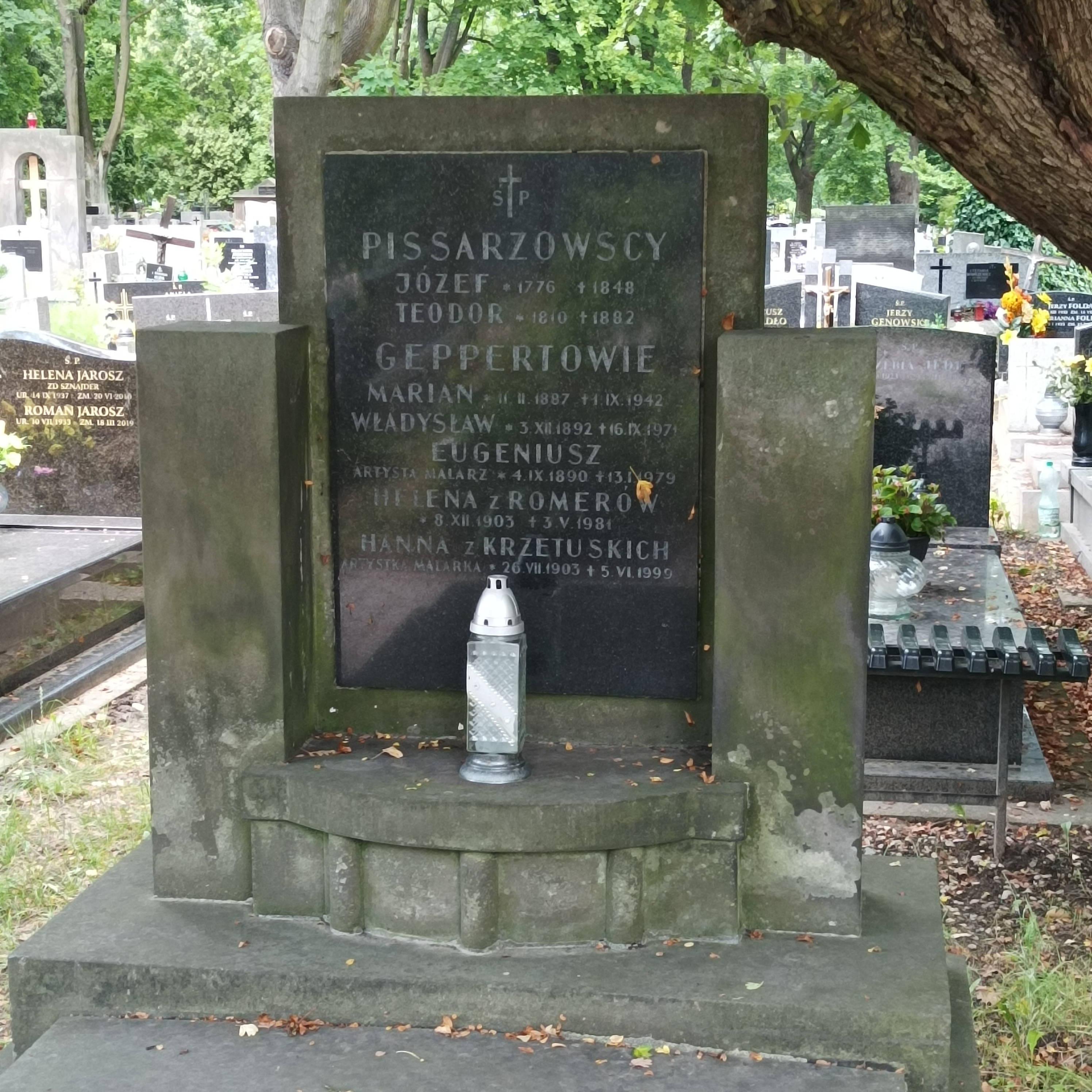
Grób małżonków Geppertów na cmentarzu Rakowickim

Pochowana wraz z mężem na cmentarzu Rakowickim w Krakowie (kwatera XXXI-wsch.-22).

## Wystawy
Brała udział w licznych wystawach indywidualnych i zbiorowych, m.in.:
- ZPAP Wrocław, 1949;
- TPSP Kraków, 1956;
- „Zachęta” Warszawa, 1959;
- BWA Wrocław, 1964;
- Pałac Sztuki Kraków, 1971;
- Galeria Jatki Wrocław, 1978;
- Galeria „Spojrzenia” Wrocław 1980, Niezależnych – Kraków 1927; Wystawa „Zwornika” – Lwów, Warszawa 1938; Salon Wiosenny – Warszawa, 1946;
- IV Ogólnopolska Wystawa Plastyki – Warszawa, 1954;
- Wystawa 21 malarzy z Polski – Londyn, 1960;
- Festiwal Polskiego Malarstwa Współczesnego – Szczecin, 1962;
- Współczesne polskie malarstwo i grafika – Berlin Zachodni, 1969;
- Cincinnati (USA), 1970;
- Wystawa Polskiej Sztuki Plastycznej – Brasov, 1973;
- Wystawa artystów wrocławskich – Drezno, 1978.

Wybrane nagrody: 
- wyróżnienie na I Ogólnopolskiej Wystawie Przodowników Pracy – Warszawa 1950;
- Medal ZPAP na III Festiwalu Polskiego Malarstwa Współczesnego – Szczecin 1966[2].